# Worthy de Jong
Worthy de Jong (Paramaribo, Surinam, 14 de marzo de 1988) es un deportista neerlandés que compite en baloncesto en la modalidad de 3×3.
Participó en los Juegos Olímpicos de París 2024, obteniendo una medalla de oro en el torneo masculino, hizo el punto decisivo para vencer a Francia en la final.
Fue el abanderado de los Países Bajos en la ceremonia de apertura de los Juegos Olímpicos de París 2024 junto con la jugadora de balonmano Lois Abbingh.

## Palmarés internacional
| Juegos Olímpicos | Juegos Olímpicos | Juegos Olímpicos | Juegos Olímpicos |
| Año              | Lugar            | Medalla          | Competición      |
| ---------------- | ---------------- | ---------------- | ---------------- |
| 2024             | París (Francia)  | Medalla de oro   | Torneo masculino |